# Психология на човешкото всекидневие
„Психология на човешкото всекидневие“ е поредица, издавана от издателство Наука и изкуство в периода 1988 – 2003 г.
В поредицата са издадени редица популярни психологически произведения, заедно с такива, които се явяват класически в дадено психологическо течение. Например „Аз съм добър, ти си добър“ и „Игрите, които хората играят“ в трансакционния анализ; „Само любов не стига“ в когнитивната терапия и други. В поредицата има издадена книга на един български автор, който се явява и редактор на част от книгите – Генчо Пирьов.

## Книги от поредицата
1. Хаим Гинът. Децата и ние. Изд. Наука и изкуство, 1988
2. Алиция Кучинска. Модни образци на всекидневието. Изд. Наука и изкуство, 1988
3. Уейн Дайър – Вашите слаби места. Изд. Наука и изкуство, 1989
4. Генчо Пирьов. Човекът във всекидневието. Изд. Наука и изкуство, 1989
5. Йежи Мелибруда. Аз-Ти-Ние. Изд. Наука и изкуство, 1990
6. Уейн Дайър. Вашите слаби места. Изд. Наука и изкуство, 1993, 2-ро изд.
7. Томас Харис. Аз съм добър, ти си добър. Изд. Наука и изкуство, 1993
8. Дейвид Вискът. Езикът на чувствата. Изд. Наука и изкуство, 1993
9. Майкъл Льо Бьоф. Да работим умно : Как да постигнем повече за по-малко време. Изд. Наука и изкуство, 1993
10. Кейт Юнсън и Майкъл Хендерсън. Да преодолеем срамежливостта и самотността. Изд. Наука и изкуство, 1993
11. Джулиъс Фаст. Езикът на тялото. Изд. Наука и изкуство, 1993
12. Арън Бек. Само любов не стига. Изд. Наука и изкуство, 1994.
13. Ерик Бърн. Игрите, които хората играят: Психология на човешките взаимоотношения. Изд. Наука и изкуство, 1996
14. Уейн Дайър. Ще го видиш, когато повярваш в него. Изд. Наука и изкуство, 1996
15. Елизабет Кюблър–Рос – За смъртта и умирането. Изд. Наука и изкуство, 1996
16. Виржиния Сатир – Да преоткрием семейната хармония. Изд. Наука и изкуство, 1996
17. Джон Пиърс. Добри навици, лоши навици. Изд. Наука и изкуство, 1997
18. Ги Корно. Отсъстващи бащи, изгубени синове: по следите на мъжката идентичност. Изд. Наука и изкуство, 1998
19. Рут Джейкъбс. Бъди възмутителна възрастна жена, или ЗЗУЧ. Изд. Наука и изкуство, 1998
20. Лаура Стампър. Когато дрогата удари дома ви: Лечение на семействата, разкъсани от юношеска злоупотреба с наркотици. Изд. Наука и изкуство, 1999
21. Крис Клайнке. Справяне с предизвикателствата на живота., Изд. Наука и изкуство, 1999
22. Дебора Маккинли. Секс-тайни и любовни лъжи. Изд. Наука и изкуство, 1999
23. Бети Янгс – Как да развиете самооценката на вашето дете. Изд. Наука и изкуство, 1999
24. Лори Ашнър, Мич Майерсън. Когато родителите обичат прекалено. Изд. Наука и изкуство, 2000
25. Гавин де Бекър. Дарбата да се страхуваш : Сигналите за оцеляване, които ни пазят от насилието. Изд. Наука и изкуство, 2001
26. Пол Стийл и Том Бийзър. Бизнес преговори. Практическо ръководство. Изд. Наука и изкуство, 2002
27. Сю Бишъп. Пълен наръчник на уменията за общуване с хората. Изд. Наука и изкуство, 2003